# Диас Перес, Хуан Сильвано
Хуан Сильвано Диас Перес (исп. Juan Silvano Díaz Pérez, 1914 — 1969) — парагвайский шахматист, поэт, эссеист и литературный критик. Педагог по профессии.
Чемпион Парагвая 1938 (турнир проводился впервые), 1939 и 1942 гг.
Возглавлял сборную Парагвая на шахматной олимпиаде 1939 г. в Буэнос-Айресе. В этом соревновании сыграл 15 партий, из которых выиграл 3 (две у перуанца А. Дуланто, а также у представителя Канады Дж. Моррисона) и 1 закончил вничью (с К. Опоченским).